# Point géodésique
Ne pas confondre avec le point zéro, qui est un repère kilométrique pour les routes.

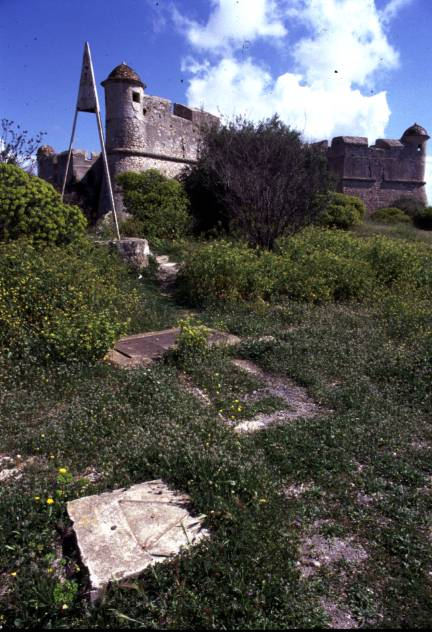
Point au-dessous du Fort du mont Alban

Un point géodésique est un point dont la position sur la Terre a été déterminée précisément grâce à la géodésie, en utilisant la triangulation.
Il peut être matérialisé par un élément précis, visible sur un bâtiment (flèche, croix, antenne), ou une borne au sol, dite « borne géodésique » ou encore « repère géodésique ». La borne géodésique peut être surmontée ou non d'une mire permettant de la voir de loin et qui servait autrefois pour la détermination des coordonnées de cette borne par triangulation, à l'aide de la méthode optique.

## En Belgique
Les fiches reprenant les coordonnées des points géodésiques sont téléchargeables sur le site de l'IGN/NGI belge et à partir d'une carte interactive.

Repères géodésiques en Belgique
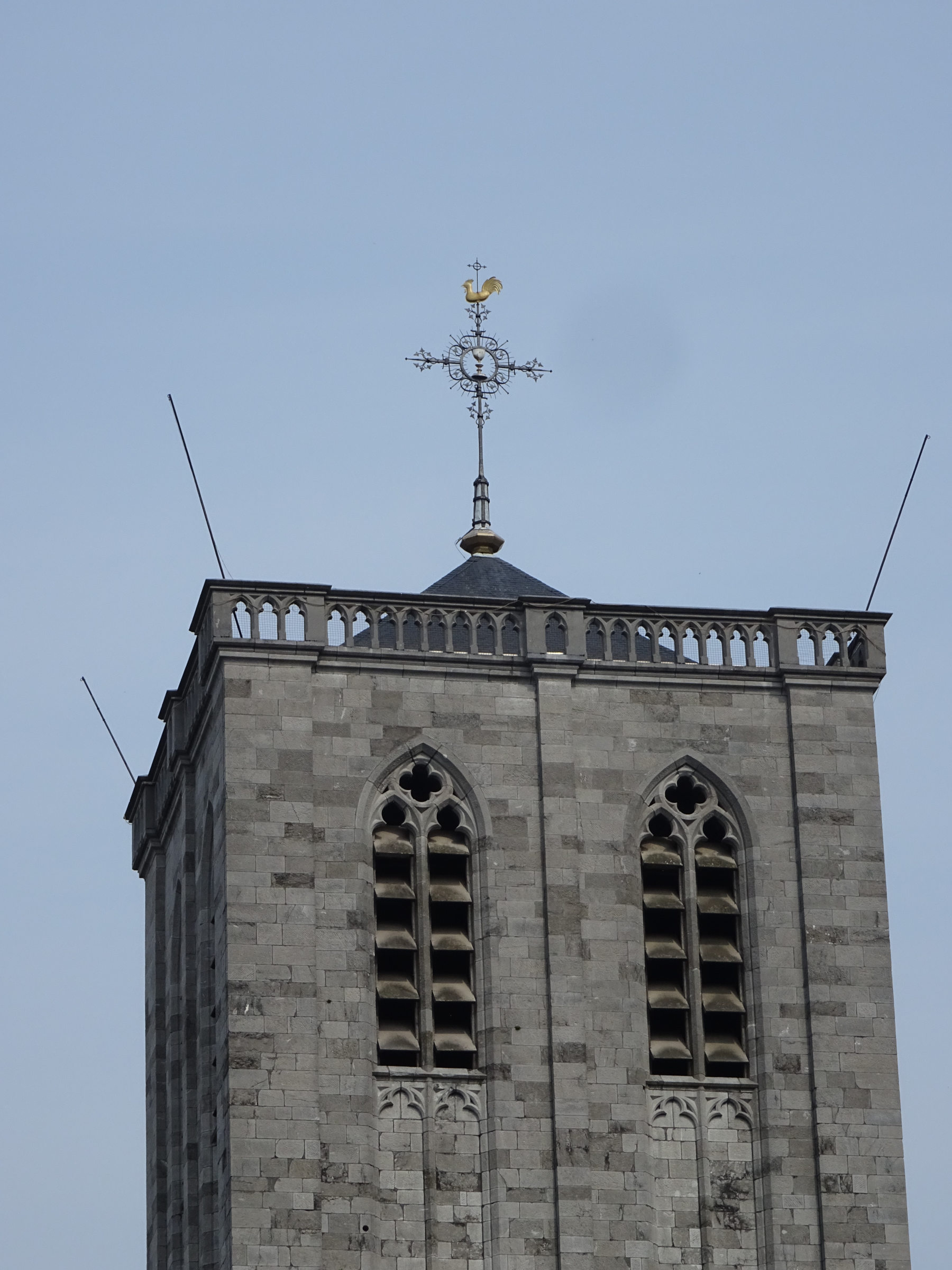
Point planimétrique 42B52C1 au pied de la croix de la Basilique Saint-Martin de Liège
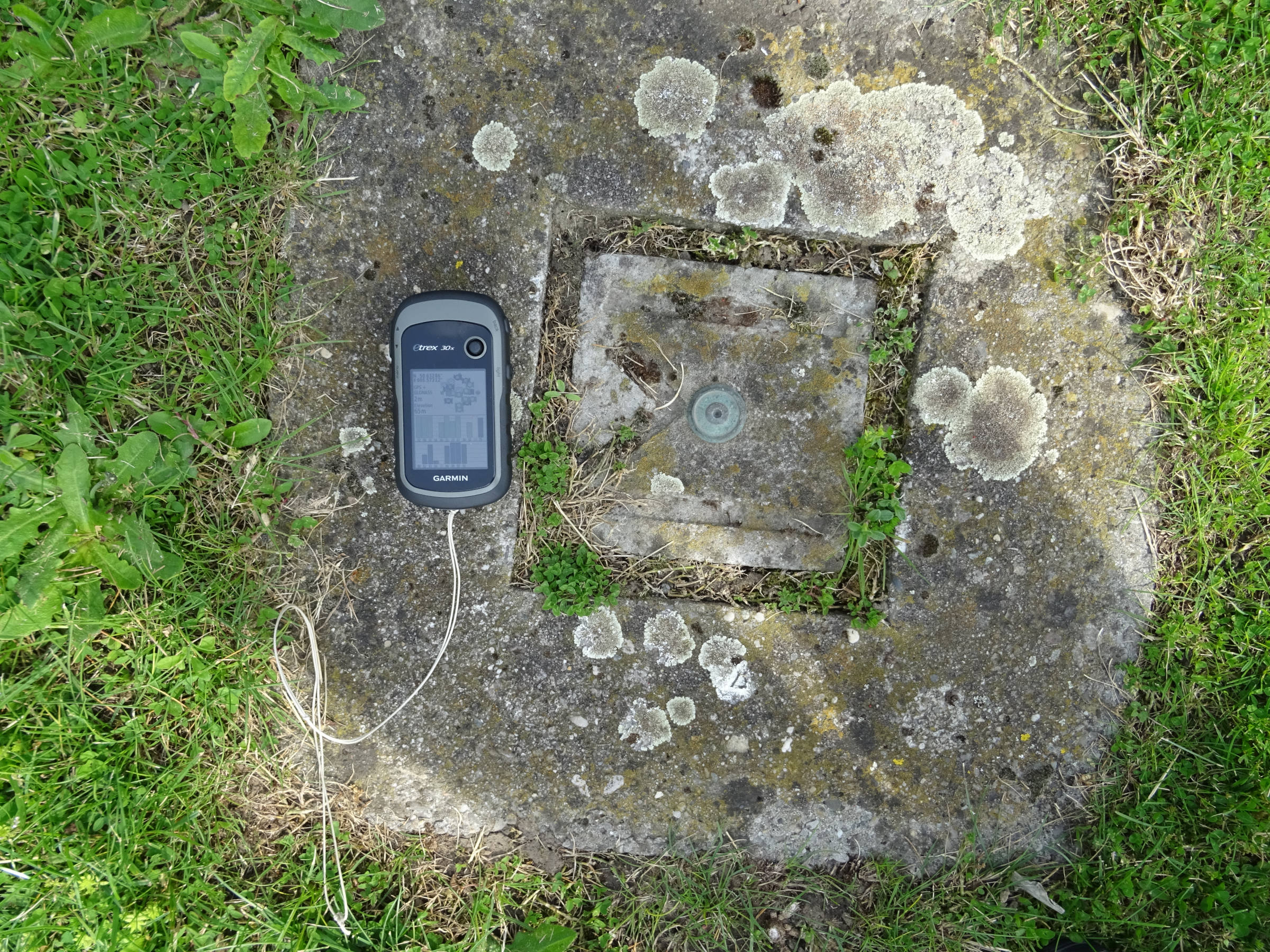
Point planimétrique 42F11C1 au Pont Albert Ier (Liège)
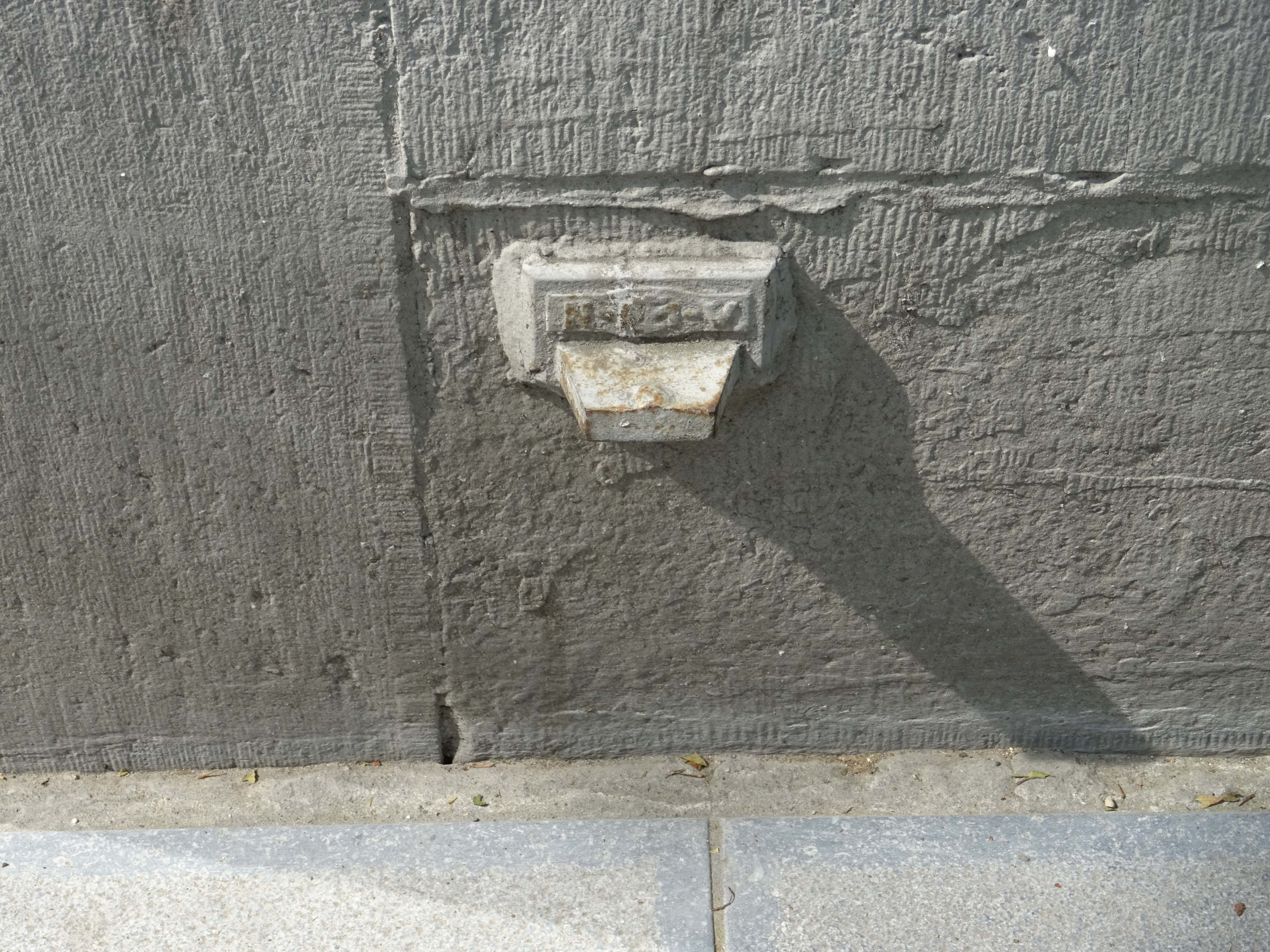
Point altimétrique Sbc2 à l'Opéra royal de Wallonie (Liège)
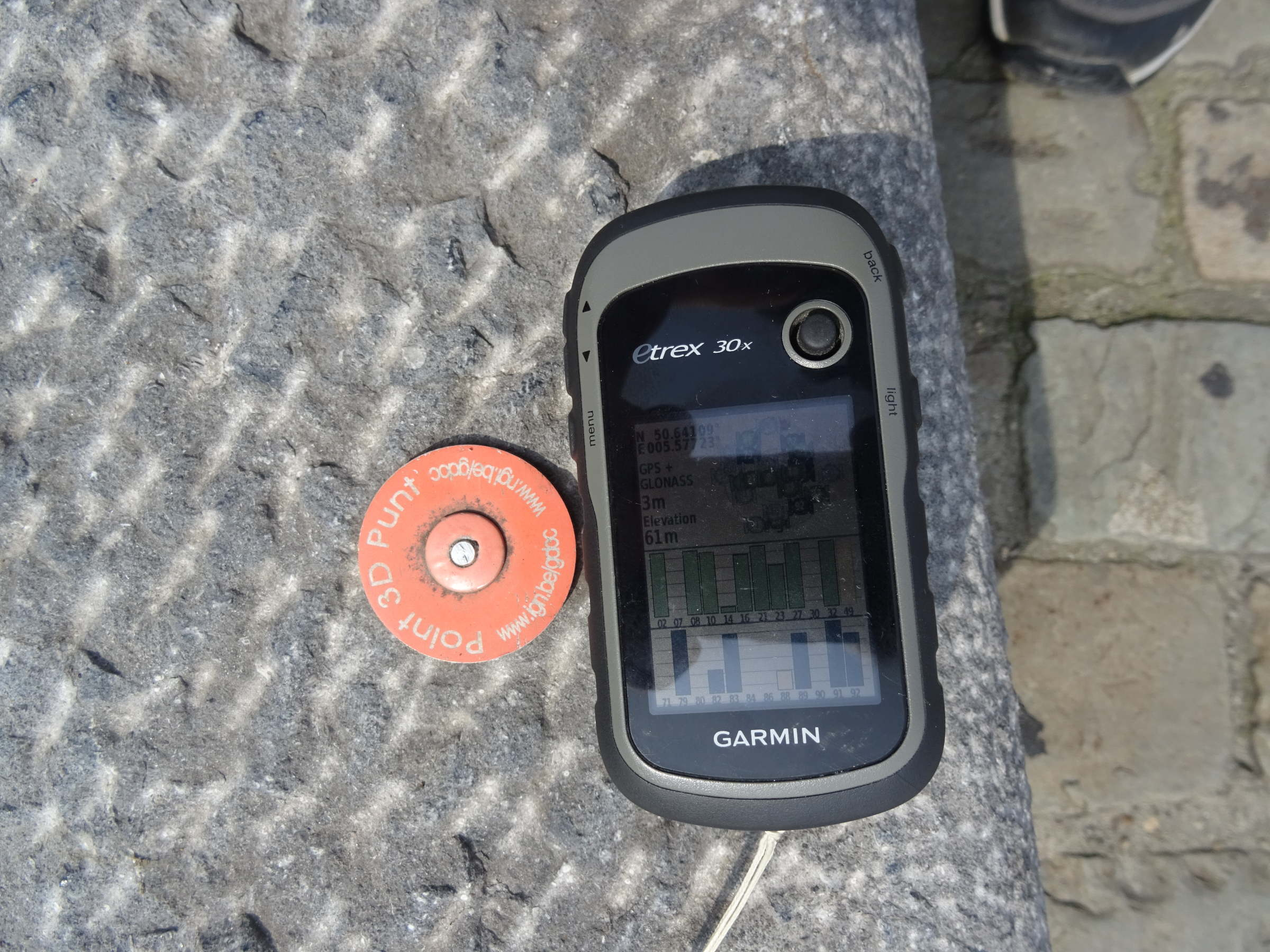
Point 3D 42T206 à côté de la Passerelle Saucy (Liège)

## En France
Les points géodésiques sont répertoriés par l'Institut national de l'information géographique et forestière. Ils sont visibles sur le Géoportail et leur fiche peut être téléchargée sur le site de l'IGN.
Actuellement, les points géodésiques sont déterminés par GPS simultanément en réseau. Par exemple en France, ces points font partie du RRF (Réseau de référence français, une vingtaine de points en métropole) et le RBF (Réseau de base français, un millier de points en métropole), calculé dans les années 1990, et ont donné le système actuel RGF93.

## Au Québec
C'est le Ministère des Ressources Naturelles et des forêts du Québec (MRNF) qui coordonne les travaux d'implantation et maintient la base de données des informations concernant le réseau géodésique. Les informations géodésiques sont aujourd'hui en ligne et gratuites à l'adresse suivante:  https://geodesie.portailcartographique.gouv.qc.ca Quelque 111 000 points y sont recensés.

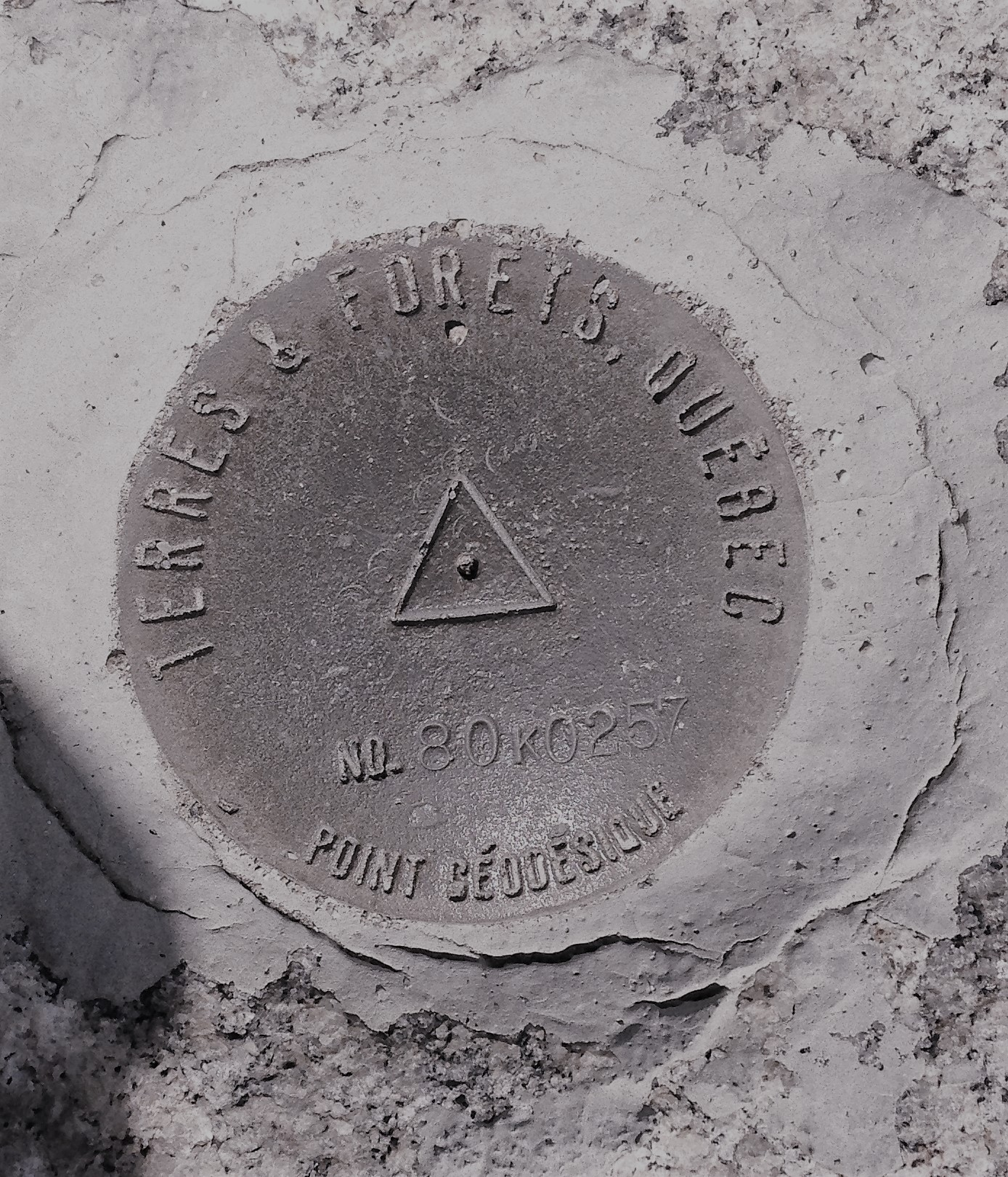
Repère géodésique de la province de Québec situé sur le bord de la rivière Saguenay.
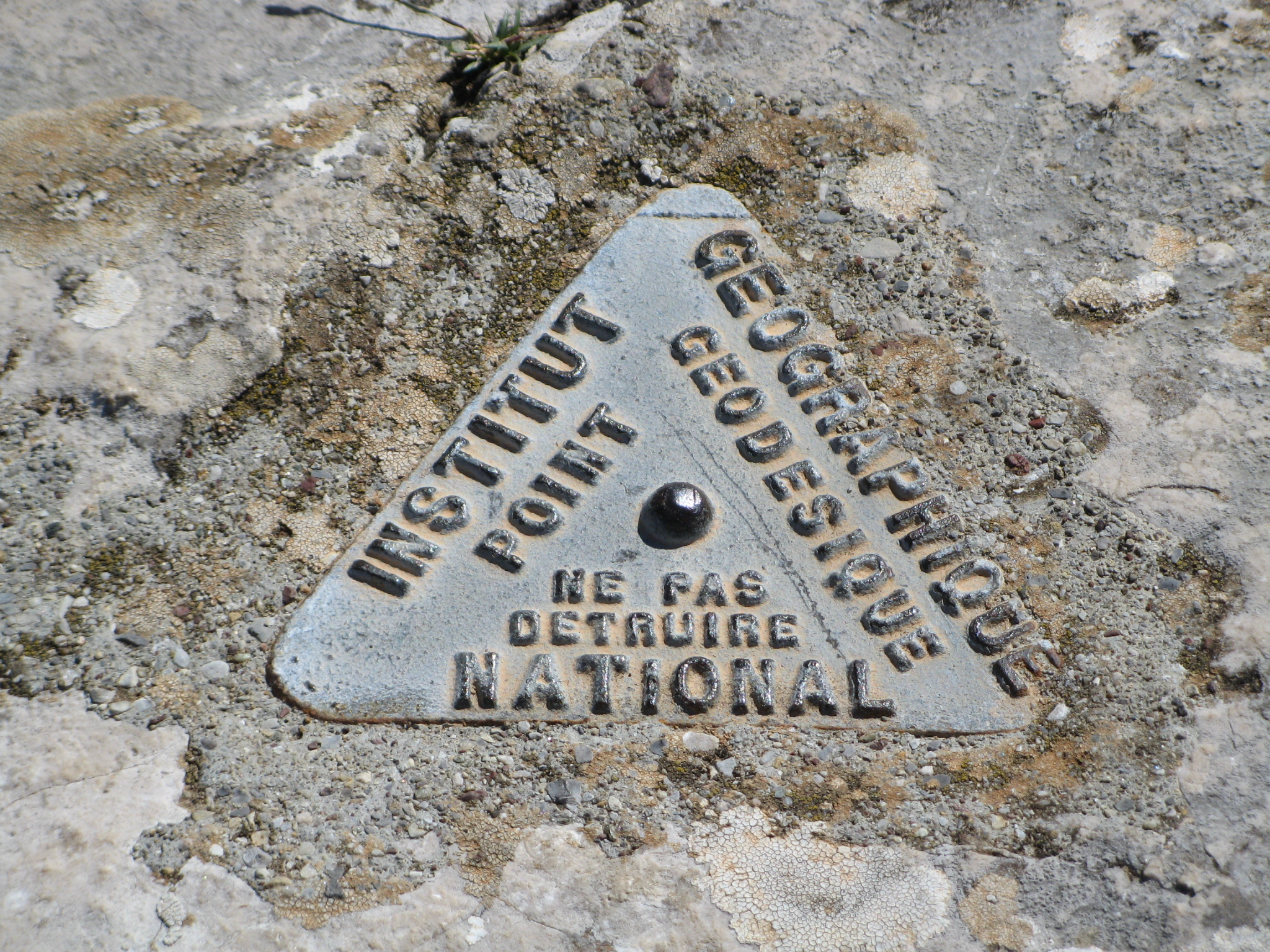
Repère géodésique IGN en France
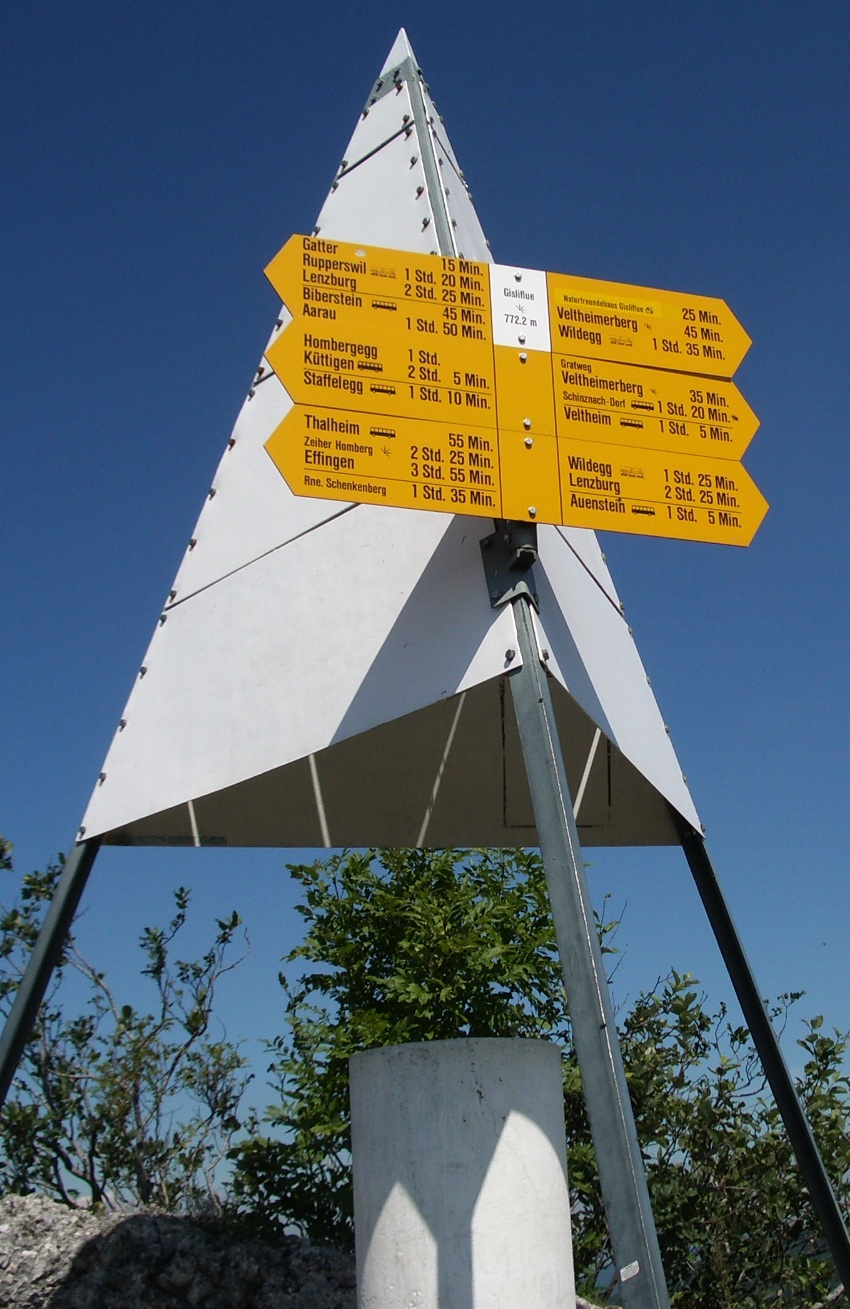
Mire au-dessus d'un point géodésique, près de Veltheim, en Suisse

## Nomenclature des points géodésiques
Les différents systèmes de coordonnées (NTF, ED50, WGS84, RGF93, etc.) correspondent au référentiel des coordonnées utilisées, c’est-à-dire :
1. au modèle d'ellipsoïde utilisé pour représenter la Terre
2. à l'emprise de ce système; par exemple, NTF ou RGF93 est pour la France métropolitaine, ED50 pour l'Europe, WGS84 pour le monde
3. à la méthode d'observation, c'est-à-dire par visées optiques (de proche en proche, par triangulation, jusque vers 1980; par exemple NTF et ED50), ou bien actuellement directement par satellites GPS (exemple: RGF93, WGS84, etc.).